# Крепен, Луи-Филипп
Луи-Филипп Крепен (фр. Louis-Philippe Crépin; 1772—1851) — французский художник-маринист.

## Жизнь и творчество
Луи-Филипп Крепен изучал живопись под руководством художников Юбера Робера и Клода Жозефа Верне, завершив образование в мастерской Жана-Батиста Реньо.
Первый раз выставлялся в Парижском салоне в 1796 году. Он выставлялся в салоне ещё несколько раз до 1835 года.
После французской Июльской революции 1830 года ему, как и его коллеге Жану Гюдену, первым во Франции было присвоено почётное офицерское звание «художник флота» (фр. Peintre Officiel de la Marine).
Одна из лучших картин Л.-Ф. Крепена, «Морское сражение „Байоннца“ против „Амбускада“» (1798), с 1935 года хранится в парижском Национальном морском музее.

## Избранные полотна
- Трафальгарская битва, 1805
- Возвращение Бурбонов, 1814
- Наполеон I и Мария-Луиза Австрийская на морском параде 30 мая 1811 года в Шербурском порту
- Битва между французским фрегатом "Аретуза и английским фрегатом «Амелия»
- Шербурская гавань
- Обстрел Кадиса французским флотом

## Галерея

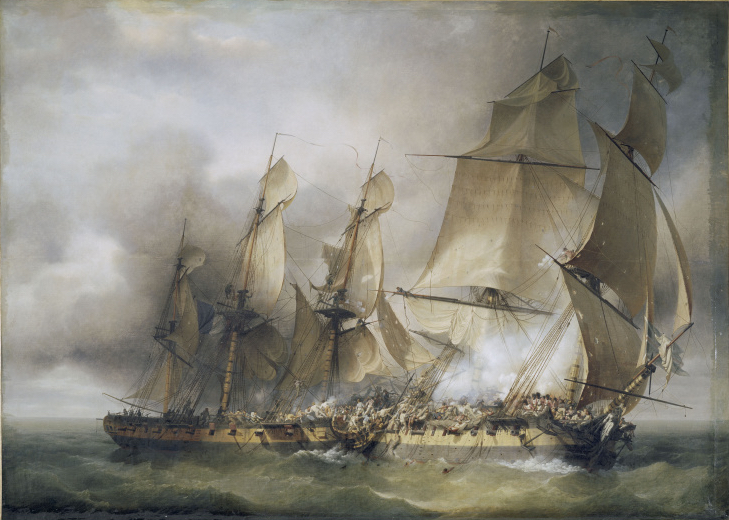
Морское сражение «Байоннца» против «Амбускада»
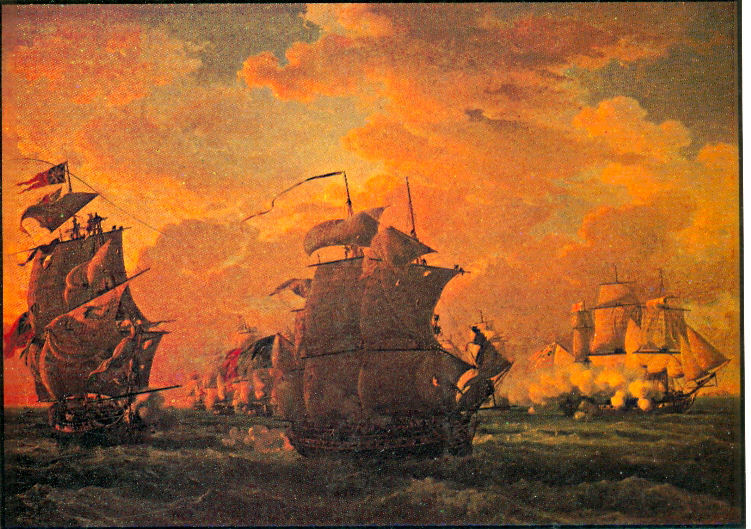
Артиллерийская дуэль между фрегатами «Тремендуа» и «Индустан» у мыса Наталь (1808)
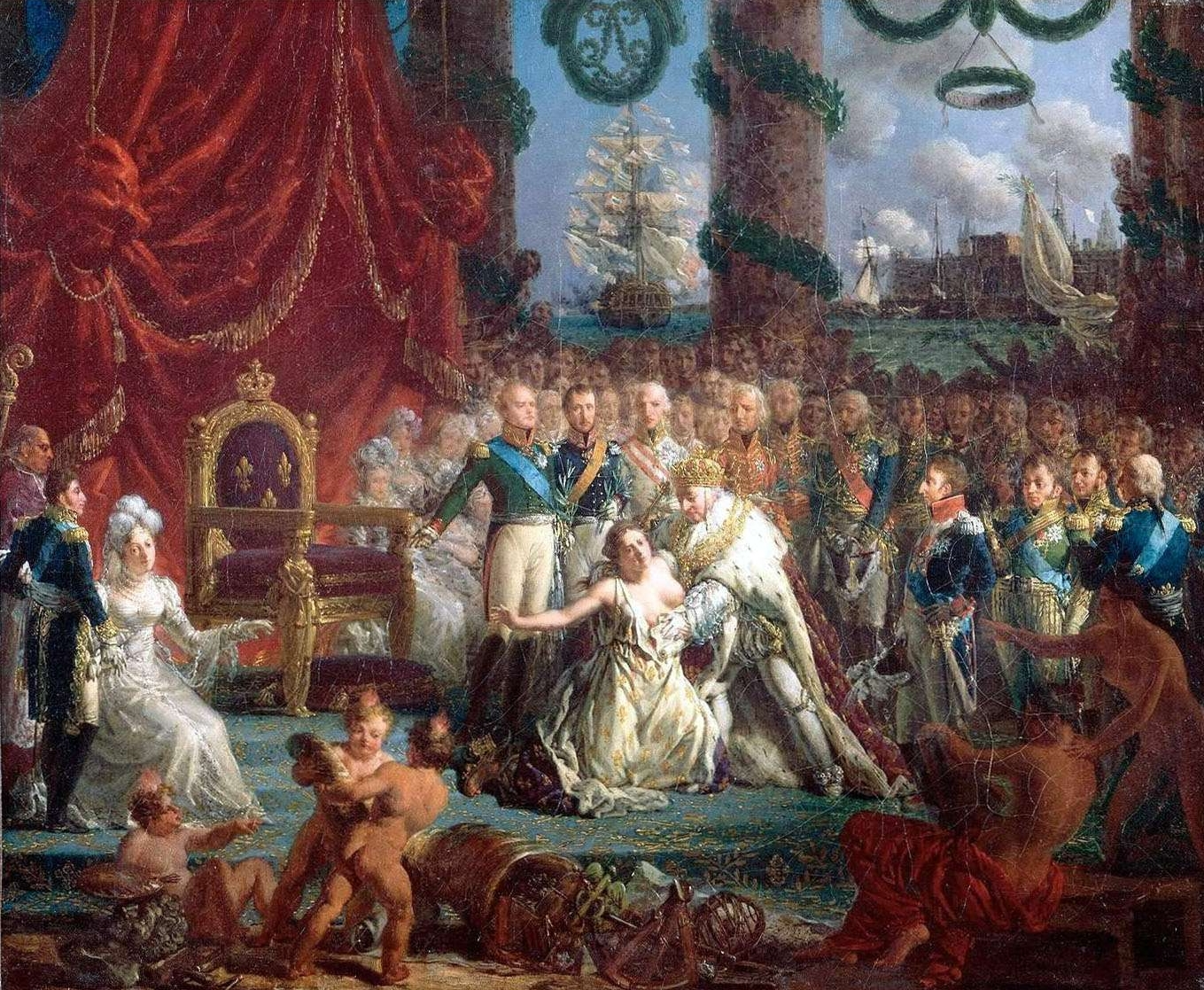
Людовик XVIII спасает Францию (1814)
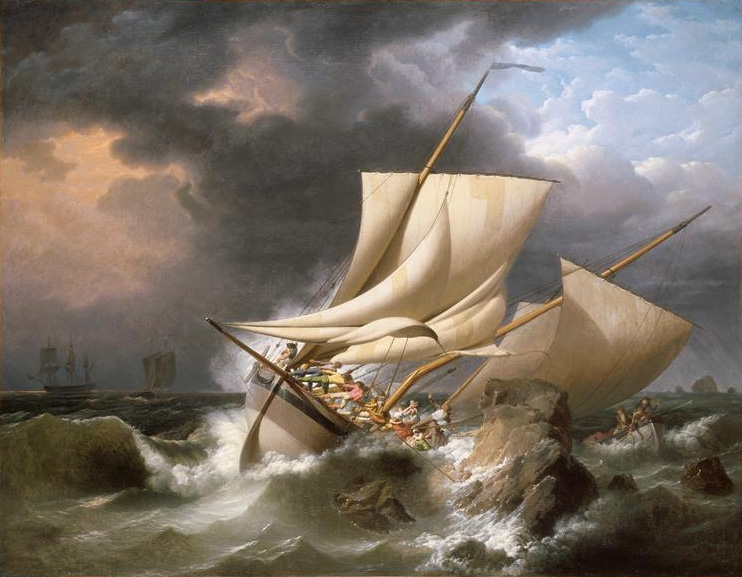
Кораблекрушение
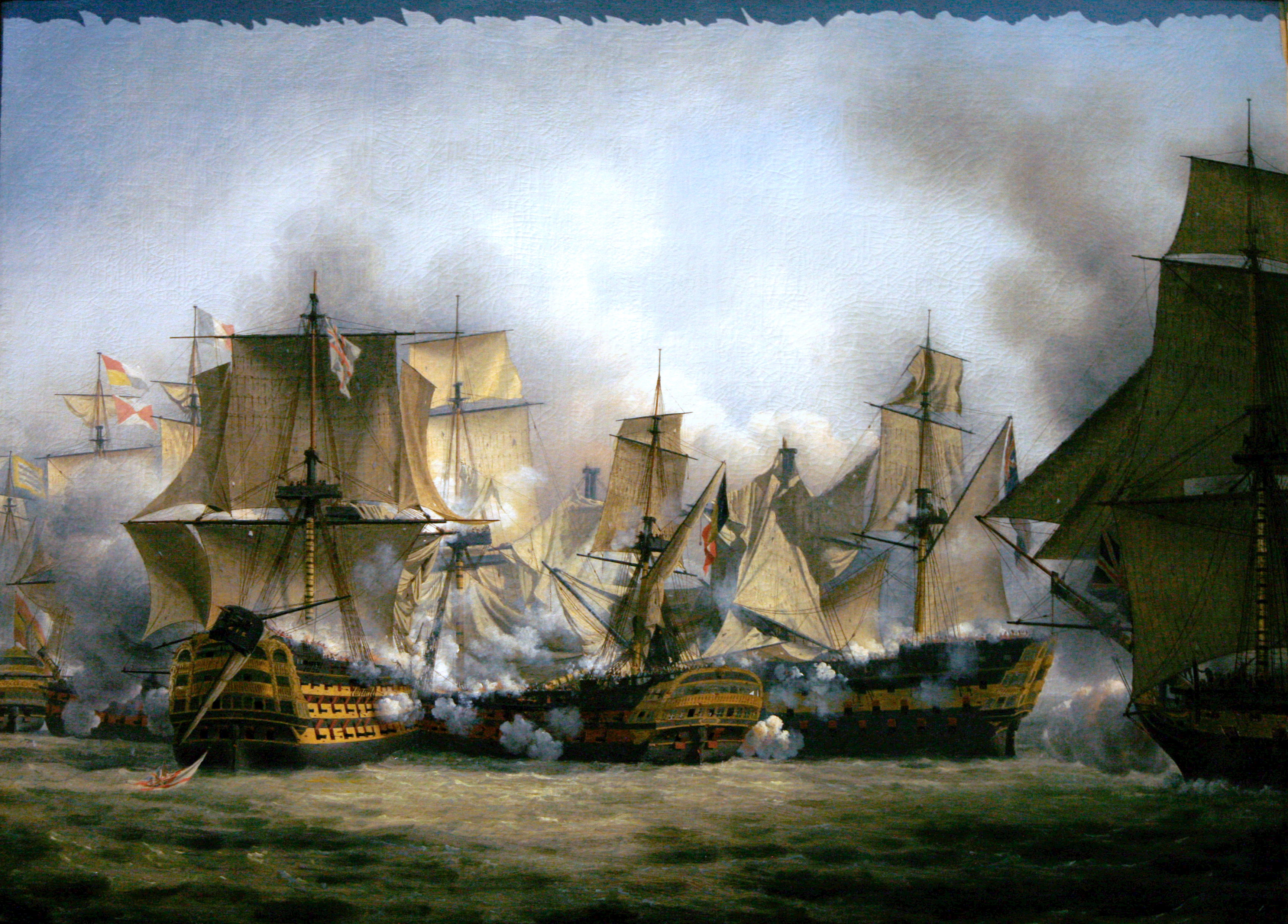
Трафальгарское сражение
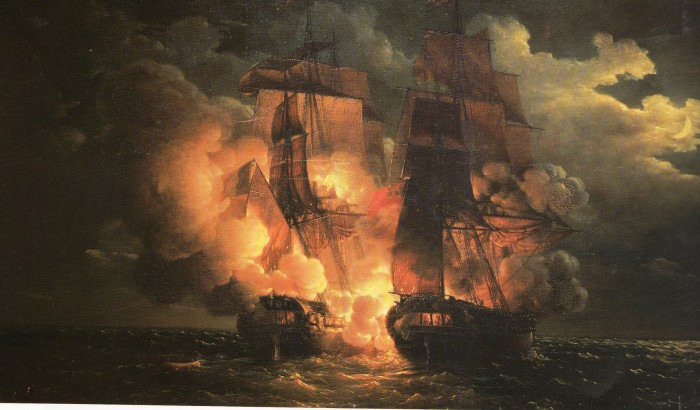
Битва между французским фрегатом «Аретуза и английским фрегатом «Амелия»» у берегов Гвинеи